# Immunité passive
L'immunité passive est le transfert d'anticorps de la mère à son fœtus ou à son nouveau-né ou le transfert artificiel d'une immunité humorale d'un organisme à un autre. Cette immunité est immédiatement active (permise par des anticorps), mais non durable.
Chez certaines espèces (dont l'espèce humaine), l'immunité passive est une immunité d'abord apportée au fœtus, in utero, par la mère, via des anticorps transférés au fœtus par le placenta; Après la naissance, le transfert continue brièvement, via le colostrum du lait maternel.
Un « transfert d'immunité passive » (ou TIP) artificiel est utilisée en cas de risque élevé d'infection et quand le temps manque pour que le corps du patient développe sa réponse immunitaire, ou pour réduire les symptômes de maladies en cours ou immunosuppressives ou dans le cadre d'une thérapie par immunoglobulines ou antisérum, dont pour des patients ne synthétisant pas d'anticorps ou exposés à une maladie contre laquelle ils n'ont pas d'immunité.
Un transfert artificiel est aussi utilisé par le vétérinaire, quand des taux élevés d'anticorps spécifiques d'un agent pathogène ou d'une toxine (obtenus à partir d'humains, de chevaux ou d'autres animaux) sont transférés à un individu non immunisée. Il se fait par le biais de produits sanguins contenant des anticorps.
Chez le bébé ou nouveau-né-animal, le niveau d'immunité passive se mesure par le taux d’anticorps dans le sérum les heures ou jours suivant la naissance (alors que l'épithélium intestinal encore immature laisse encore passer les IgG, ce qui ne dure que quelques heures à quelques jours, selon l'espèce).

## Le transfert naturel d’immunité
C’est immunité immédiate, médiée par des anticorps transmis de la mère au fœtus ou au nouveau-né, respectivement lors de la grossesse puis de l’allaitement (qui dans certaines populations durait jusqu’à 4 ans). La protection médiée par les IgG maternelles ne dure généralement qu'un an, et chez certaines espèces (le veau par exemple est avant sa première tétée quasi « agammaglobulinémiques », c’est-à-dire que son sang ne contient presque pas de gammaglobulines à la naissance) ce transfert ne commence qu’à la naissance.
Chez l’humain, les anticorps maternels (MatAb) humains sont transmis à travers le placenta au fœtus par un récepteur FcRn sur les cellules placentaires, essentiellement durant le 3e trimestre de grossesse (le transfert est donc inachevé et réduit chez le bébé prématuré).
L'immunoglobuline G (IgG ; l’anticorps le plus courant parmi les cinq types d'anticorps trouvés dans le corps humain) est le seul isotype d'anticorps traversant le placenta humain ; ces anticorps IgG protègent le fœtus d'infections bactériennes et virales ; peu de temps après la naissance la vaccination vise à prévenir la tuberculose, l'hépatite B, la polio et la coqueluche, maladies dangereuses pour le nouveau-né, sachant que les IgG maternelles peuvent inhiber l'induction de réponses vaccinales protectrices tout au long de la première année de vie (effet contré par des réponses secondaires à la vaccination de rappel).
Les anticorps maternels protègent mieux contre la rougeole, la rubéole et le tétanos, que contre la polio et la coqueluche.
Après la naissance, le colostrum et le lait maternel sont aussi riches en anticorps IgA, transférés dans les intestins du nourrisson, qu’ils protègent contre les bactéries et virus pathogènes jusqu'à ce que le nouveau-né puisse synthétiser ses propres anticorps.
La protection par les IgA dépend de la durée d’allaitement, ce pourquoi l'OMS recommande d'allaiter durant au moins les deux premières années de la vie du bébé (alors qu'en 2020, 3 bébés sur 5 n'ont pas accès au colostrum lors de leurs premières heures de vie .
Quelques autres mammifères transfèrent des IgG et/ou l'IgM au fœtus (primates et les lagomorphes). Chez les autres espèces ces anticorps ne sont transférés que par le lait maternel joue ce rôle (ou plus exactement le colostrum, et uniquement dans les premières heures parfois, faisant que l'animal qui ne tète pas précédemment a de fortes chances de mourir dans les semaines qui suivent). Chez ces espèces l’intestin néonatal n’absorbe les IgG maternel que durant quelques heures ou jours après la naissance. Ensuite, un phénomène dit de «fermeture intestinale» bloque ce passage (si un animal néonatal ne reçoit pas des quantités adéquates de colostrum avant cette fermeture intestinale, son sang manquera d'IgG maternelles ce qui peut lui être fatal (c’est l'« échec du transfert passif », diagnostiqué en mesurant le taux d'IgG dans le sang d'un nouveau-né, compensable par administration intraveineuse d’immunoglobulines).
On cherche parfois à transférer une immunité passive d’un animal à l’autre en transférant du colostrum du premier au second (juste après la naissance, par exemple entre bovin et équin

## Le transfert artificiel d'immunité passive, ou sérothérapie
L'immunité passive acquise artificiellement est une immunisation de court terme obtenue par le transfert artificiel d'anticorps. Elle peut prendre plusieurs formes : 
1. plasma sanguin humain, sérum animal ;
2. immunoglobulines humaines regroupées pour injection intraveineuse ou intramusculaire ;
3. immunoglobulines à titre élevé, venant de donneurs immunisés ou de donneurs ; convalescents ;
4. anticorps monoclonaux.

### Avantages /inconvénients
- La réponse immunitaire peut traiter plusieurs types d'infections et certaines intoxications[1], elle est plus rapide qu'avec un vaccin, presque immédiate souvent acquise en quelques heures ou quelques jours et peut prévenir une maladie ou la guérir, notamment dans le cas de maladies d’immunodéficience (ex : hypogammaglobulinémie)[12], et une mère vaccinée peut ensuite transmettre (provisoirement) cette nouvelle immunité à son bébé[13] (et en plus de conférer une immunité passive, l'allaitement maternel a d'autres effets bénéfiques durables pour la santé du bébé, dont une diminution du risque d'allergies et d'obésité[14], mais cette immunisation ne durera que quelques semaines à trois à quatre mois, et elle commence à rapidement décliner peu après la naissance ; le patient risque d'être infecté par le même agent pathogène plus tard, à moins qu'il n'acquière une immunité active ou qu'il ait été vacciné[8] (l'immunité active prend le relais de l'immunité passive au fur et à mesure que le corps rencontre de nouveaux agents infectieux)[15],[16]; En outre des réactions d'hypersensibilité aiguë (tempête de cytokine surviennent parfois, pouvant induire une Syndrome de défaillance multiviscérale et la mort ; une maladie sérique survient parfois dont à la suite de l'injection de gamma globuline d'origine non-humaine[8]. Les IgG maternelles transmise au bébé peuvent inhiber la réponses vaccinales lors de sa première année de vie (effet est contré par les réponses secondaires induites par les rappels de vaccination, à pendre en compte dans le calendrier vaccinal).
- Le titre d'anticorps (le nombre d'anticorps par mL) doit être assez élevé pour combattre le microbe ciblé ; en produire à échelle industrielle est cher et difficile.
- Dans le cas de la COVID-19, utiliser à grande échelle la sérothérapie impliquerait des milliers de donneurs humains convalescents ou ayant été récemment malade, ou de produire des anticorps à partir de sang d'animaux immuns ou par génie génétique, ce qui peut présenter certains risques (maladie sérique due aux protéines de l'animal immun, réactions allergiques, choc cytokinique, transfert de virus ou prions...)[5] ; l'immunité passive est efficace, mais ne dure que peu de temps, elle [17].

## Histoire et applications de l'immunité passive artificielle

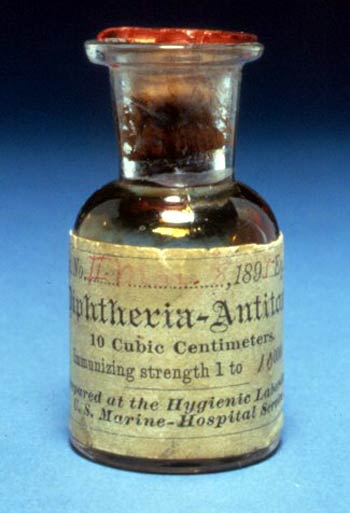
Flacon d'antitoxine diphtérique (daté de 1895)

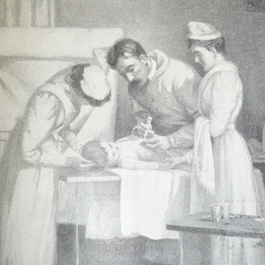
Gravure présentant l'administration d'antitoxine diphtérique de sérum de cheval à un jeune enfant, datée de 1895 (source : bibliothèque médicale historique du Collège des médecins de Philadelphie)

En 1888, Émile Roux et Alexandre Yersin démontrent que les effets cliniques de la diphtérie sont dus à la toxine diphtérique.
En 1890, une immunité (à base d'antitoxine) contre la diphtérie et le tétanos est découverte par Emil Adolf von Behring et Kitasato Shibasaburō ; cette antitoxine est le premier grand succès de l'immunologie thérapeutique moderne,. 

Shibasaburo et von Behring immunisent des cobayes avec les produits sanguins d'autres cobayes animaux de la diphtérie ; puis ils montrent que cela est possible chez l’humain avec des produits sanguins d'autres animaux. 
En 1896, l'antitoxine diphtérique est saluée comme «l'avancée la plus importante du [19e] siècle dans le traitement médical des maladies infectieuses aiguës». Avant l’apparition des vaccins et des antibiotiques, l'antitoxine spécifique est souvent le seul traitement disponible pour des infections telles que la diphtérie et le tétanos.
Au début des années 1930, la thérapie par immunoglobulines était encore la thérapie de première intention contre certaines maladies respiratoires sévères, même après l'introduction des sulfamides.
En 1890, une thérapie par anticorps à base de sérum de chevaux immunisés traite efficacement le tétanos, neutralisant la toxine tétanique et bloquant la dissémination de la maladie.
Depuis les années 1960, l'immunoglobuline antitétanique humaine (TIG) est utilisée aux États-Unis et en Europe chez des patients non immunisés, naïfs de vaccin ou incomplètement immunisés qui ont subi des blessures risquant d’induire développement du tétanos.
L'administration d’antitoxine (dite « sérum hyperimmun hétérologue ») fournie par le cheval est encore le seul traitement pharmacologique spécifique contre le botulisme, souvent administrée à titre prophylactique à des personnes ayant ingéré des aliments potentiellement contaminés. L'IgIV a aussi été utilisé avec succès contre le syndrome du choc toxique (notamment dans le cas du syndrome du tampon dans les années 1970).
Les anticorps traitent aussi des infections virales, avec plus ou moins de succès. 
En 1945, les infections à l'hépatite A, épidémie dans les camps d'été, ont été prévenues avec succès par un traitement par immunoglobulines. De même, l'immunoglobuline anti-hépatite B (HBIG) prévient efficacement l'infection par l'hépatite B. La prophylaxie par anticorps des hépatites A et B a été largement supplantée par l'introduction de vaccins; cependant, il est toujours indiqué après l'exposition et avant de se rendre dans des zones d'infection endémique.
En 1953, l'immunoglobuline humaine de la vaccine (VIG) est utilisée pour prévenir la propagation de la variole lors d'une épidémie à Madras (Inde). Elle traite encore les complications de la vaccination contre la variole. Si la prévention de la rougeole est essentiellement faite par vaccination, la maladie elle-même peut être prévenue par immunoprophylaxie lors de l'exposition. 
La prévention de la rage passe encore par les vaccins et les immunoglobulines.
En 1995, lors d'une épidémie due au virus Ebola (République démocratique du Congo), du sang total venant de patients en convalescence, contenant donc des anticorps anti-Ebola a été injecté à huit patients, faute d’autre moyen de prévention efficace à l’époque. Seul un des huit patients infectés est mort (par rapport à une mortalité typique de 80%), suggèrent que le traitement par anticorps peut dans ce cas améliorer les chances de survie.
L'immunoglobuline ou l'immunoglobuline a été utilisée à la fois pour prévenir et traiter la réactivation du virus de l'herpès simplex (HSV), du virus de la varicelle-zona, du virus d'Epstein-Barr (EBV) et le cytomegalovirus (CMV).

## Immunoglobulines autorisées par la FDA
La FDA a autorisé certaines immunoglobulines pour le traitement de maladies et pour l'immunotherapie aux États-Unis

## Transfert passif de l'immunité à médiation cellulaire
Une unique exception à l'immunité humorale passive est le transfert passif de l'immunité à médiation cellulaire, également dite immunisation adoptive qui implique le transfert de lymphocytes circulants matures.
Il est rarement utilisé chez l'homme car nécessitant des donneurs histocompatibles (appariés), souvent difficiles à trouver, mais aussi parce que ce traitement comporte de graves risques de maladie du greffon contre l'hôte. 

Il a néanmoins été utilisé contre certains cancers et cas d'immunodéficience. 

Il est surtout utilisé en immunologie de laboratoire, pour transférer l'immunité entre souches de souris de laboratoire "congéniques" ou délibérément consanguines et donc histocompatibles.

## Recherche
Elle a été poussée en médecine humaine, mais aussi dans le domaine vétérinaire car l'échec du transfert passif des anticorps maternels (par refus de tête ou en raison d’un colostrum « de mauvaise qualité immunologique », c'est-à-dire manquant d’immunoglobulines) est la cause de nombreuses infections précoces dans les élevages , (ex 10 à 12% des cas chez les poulains).
L’immunité passive a même été étudiée chez des insectes tels que la chenilles de Galleria mellonella en 1930.
Elle l'a été beaucoup plus chez des animaux domestiqués comme le chien,,, ou en raison de son importance dans les élevages, par exemple chez le porc,, le cheval, les chèvres et moutons ou les bovins, notamment quand des succédanés de colostrum sont utilisés.